# Reading- och Leedsfestivalerna

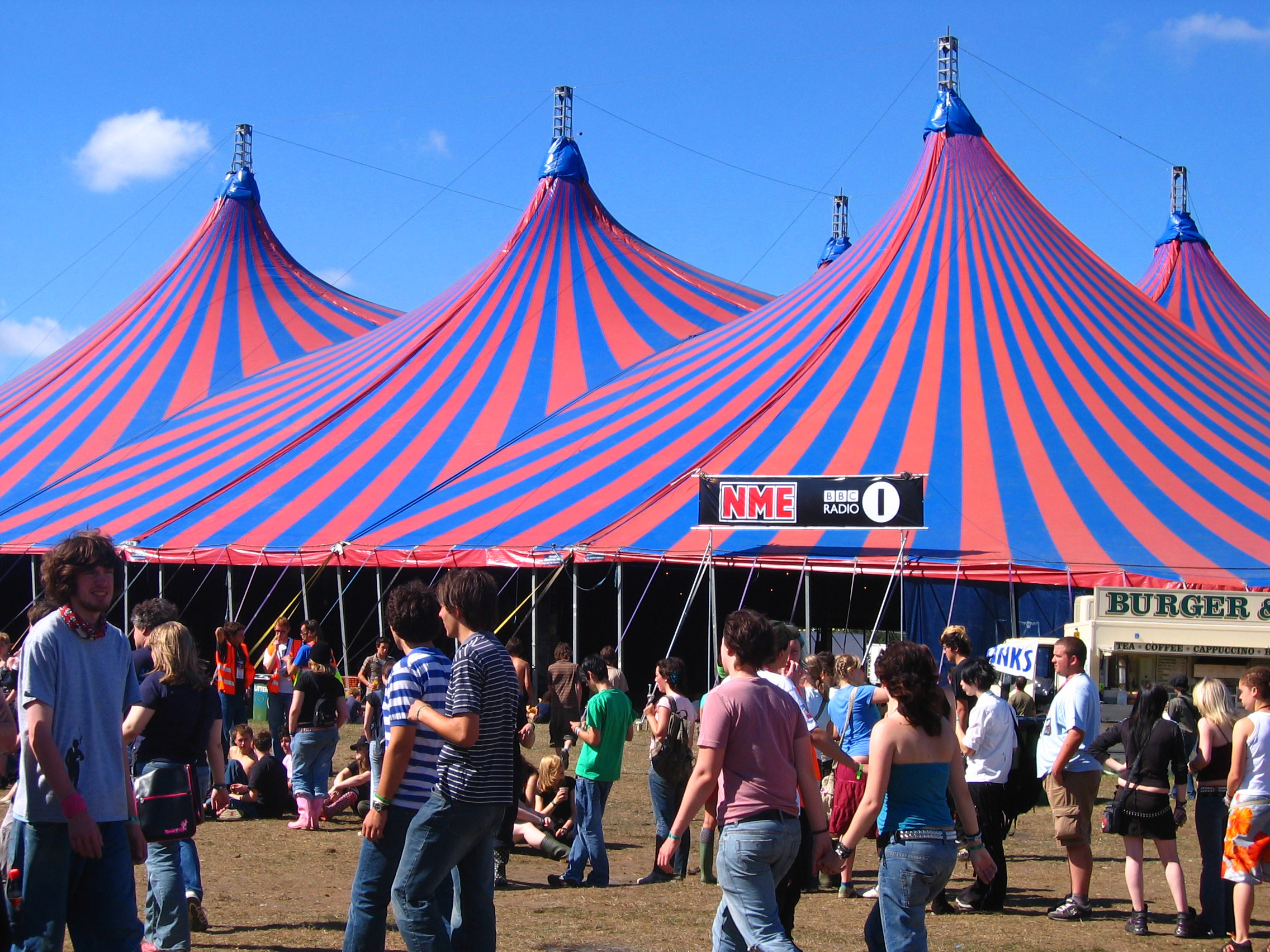

Reading- och Leedsfestivalerna, mellan 1998 och 2007 officiellt Carling Weekend, är ett par årliga musikfestivaler som utspelar sig i Reading och Leeds i England. Festivalerna utspelar sig under August Bank Holiday (på en fredag, lördag, söndag), och delar på samma band och artister.